# Bazzania mittenii
Bazzania mittenii là một loài Rêu trong họ Lepidoziaceae. Loài này được (Steph.) Steph. mô tả khoa học đầu tiên năm 1889.